# Lá Ele
"Lá Ele" é uma canção dos cantores e compositores brasileiros Tierry e Manoel Gomes, lançada como single em janeiro de 2023.

## Antecedentes
Durante passagem pela cidade de Salvador, Manoel Gomes conheceu o cantor e compositor Tierry e participou de um dos seus shows cantando músicas como "Caneta Azul". Tierry, por sua vez, o convidou para gravar "Lá Ele" e também para gravar outra canção viral de seu repertório, "Olha, se Você não Me Ama", que não tinha chegado a receber uma gravação oficial. Na época, Tierry afirmou que a parceria com Manoel Gomes tinha o intuito, também, de ajudá-lo a organizar o catálogo musical depois de problemas que Gomes enfrentou com seu ex-empresário.

## Composição
"Lá Ele" é uma composição de Tierry. O cantor afirmou que a canção é baseada na expressão baiana, que significaria uma defesa em frases de duplo sentido. A produção musical da faixa é de Cássio dos Santos, parceiro recorrente do músico.

## Lançamento
"Lá Ele" foi lançada em 11 de janeiro de 2023 pela gravadora Virgin Music Brasil. Trechos da música já tinham sido vazados nas redes sociais desde dezembro de 2022 e divulgadas de forma ilegal, o que fez a canção alcançar milhões de reproduções antes mesmo do lançamento.

## Ficha técnica
A seguir estão listados os músicos e técnicos envolvidos na produção de "Lá Ele":
- Tierry - vocais, composição
- Manoel Gomes - vocais
- Cássio dos Santos - produção musical, arranjo e teclado